# Franz Schmid (Bibliothekar)
Franz Schmid (* 28. August 1868 in Saulgau; † 24. Oktober 1934 in Stuttgart) war ein deutscher Bibliothekar und Bibliotheksleiter.

## Leben
Schmid studierte von 1887 bis 1891 Staatswissenschaften in Tübingen und wurde 1897 Hilfsbibliothekar an der Landesbibliothek in Stuttgart. 1899 wurde er Bibliothekar und erhielt den Titel Professor. 1920 wurde er Oberbibliothekar und bis 1925 stieg er zum Stellvertretenden Direktor auf. 1928 wurde er selbst Direktor der Bibliothek. Er blieb dies jedoch nur fünf Jahre bis zu seiner Pensionierung 1933. Schmids bedeutendste Leistung war wohl die Einführung eines neuen Aufstellungssystems. Die neu in die Bibliothek kommenden Bände wurden ab diesem Zeitraum nach einer fortlaufenden Nummer (numerus currens) aufgestellt. Schmid verfasste auch einige Aufsätze zur Schlagwortkatalogisierung. 

## Schriften
- Zur Reform der württembergischen Gemeindesteuern. Laupp, Tübingen 1896.
- Der Übergang von der Ertrags- zur Einkommensbesteuerung: aus Anlass der Württembergischen Steuerreform. In: Zeitschrift für die gesamte Staatswissenschaft, 1898, Heft 3, S. 529–560.
- Von den württembergischen Bibliotheken. In: Zentralblatt für Bibliothekswesen, Bd. 29 (1912), S. 162–170.
- Zur Bibliotheksbuchbindereifrage. In: Zentralblatt für Bibliothekswesen, Bd. 29 (1912), S. 393–406.
- Der alphabetische Sachkatalog mit besonderer Beziehung auf die Landesbibliothek in Stuttgart. In: Zentralblatt für Bibliothekswesen, Bd. 41 (1924), S. 104–137.